# Mount Aragorn
Mount Aragorn är ett berg i Kanada.   Det ligger i provinsen British Columbia, i den sydvästra delen av landet, 3 500 km väster om huvudstaden Ottawa. Toppen på Mount Aragorn är 2 380 meter över havet, eller 98 meter över den omgivande terrängen. Bredden vid basen är 0,80 km.
Terrängen runt Mount Aragorn är varierad. Trakten runt Mount Aragorn är nära nog obefolkad, med mindre än två invånare per kvadratkilometer.. Det finns inga samhällen i närheten.
I omgivningarna runt Mount Aragorn växer i huvudsak barrskog.